# ほんとにあった怖い話 (雑誌)
『ほんとにあった怖い話』（ほんとにあったこわいはなし）は、かつて朝日新聞出版が発行していた日本のホラー漫画雑誌。隔月刊。1987年、朝日ソノラマが創刊。その後、朝日新聞社、朝日新聞出版に発行者を変更し、2010年に発行を終了。奇数月24日に発売。後継雑誌『HONKOWA』（ほんこわ）についても取り扱う。

## 概要
1987年に『月刊ハロウィン』（朝日ソノラマ）の増刊として創刊。1991年、通巻16号まで発行された後、11月号から独立創刊。「マンガ家&芸能人&読者の恐怖体験談集」として、読み切りのホラー作品を掲載。2007年、朝日ソノラマの会社清算に伴い、11月号から朝日新聞社の発行となる。その後、朝日新聞出版が発行。2010年9月24日発売の11月号を最後に、発行を終了した。2011年1月24日に『HONKOWA』創刊。主な執筆陣や発売日は変わらず刊行された。
1991年・1992年には鶴田法男監督によるオリジナルビデオ「ほんとにあった怖い話」「ほんとにあった怖い話 第二夜」「新・ほんとにあった怖い話 幽幻界」が発売（詳細はほんとにあった怖い話#オリジナルビデオ版）。
2004年からは雑誌連載作品を題材にしたテレビ番組『ほんとにあった怖い話』がはじまった。

## 執筆した主な作家
- 山本まゆり
- ひとみ翔
- 氷室奈美
- 永久保貴一
- 高野美香
- 月嶋つぐ美&上杉かや
- 猪川朱美
- 加門七海
- JET
- 伊藤三巳華
- TONO
- 保沢環
- 流水りんこ
- 鯛夢
- 小林薫
- 大竹とも
- 横嶋やよい
- 七色虹子
- 筒井りな
- 有久祐子
- いしかわまみ
- たつき諒（竜樹諒）

## 関連誌
- ネムキ・眠れぬ夜の奇妙な話
- ハロウィン